# تیرک‌دندانان
تیرک‌دندانان (نام علمی: Docodontidae) نام یک تیره از راسته تیرک‌دندان‌سانان است.